# Асоціація університетів Європи
Асоціація університетів Європи, або Асоціація європейських університетів (англ. European University Association, EUA) — організація, що об'єднує понад 850 навчальних закладів з 47 країн. В рамках асоціації здійснюється співпраця та обмін інформацією, а також проведення спільних дослідницьких проєктів. ЄАУ виникла результаті злиття Асоціації європейських університетів (англ. Association of European Universities, CRE) та Конфедерації ректорських конференцій Європейського Союзу (англ. Confederation of European Union Rectors' Conferences), яке відбулося в Саламанці (Іспанія) 31 березня 2001 року.

## Місія
Основна місія EUA — сприяти розвитку гармонійної системи європейської вищої освіти та науково-дослідної роботи, надаючи активну підтримку своїм членам як автономним інституціям у розвитку якості навчання, викладання і дослідницької роботи. EUA робить оцінку результатів дискусій, що проводяться на загальноєвропейському рівні і результати яких впливатимуть на роботу університетських асоціації на національному рівні, а також на окремих членів асоціації. Асоціація грає вирішальну роль у формуванні європейської вищої освіти та наукових досліджень.
Основні пріоритети роботи членів організації та EUA формулюються у щорічному плані організації , а також у Празькій декларації, розробленій і прийнятій університетами-членами EUA у 2009 році .
До таких пріоритетів відносяться:
- побудова Європейської зони вищої освіти в рамках Болонського процесу
- дослідження та інновації
- інтернаціоналізація вищої освіти та наукових досліджень
- підвищення якості роботи європейських університетів
- відповідний менеджмент, автономія та стабільне фінансування

## Поточні проєкти асоціації
- MAUNIMO — позначення контурів університетської мобільності персоналу та студентів;
- EUIMA — обмін інноваційними практиками в модернізації університетів;
- DOC-CAREERS II — заохочення спільної докторської освіти для розширення кар'єрних можливостей;
- FRINDOC — параметри інтернаціоналізації аспірантської освіти;
- ALFA PUENTES — нарощування потенціалу асоціацій університетів у формуванні латиноамериканської регіональної інтеграції;
- PQC — сприяння розвитку культури якості у ВНЗ;
- RISP — рейтинги у вузівських стратегіях та процесах;
- ATHENA — сприяння стійким і автономним системам вищої освіти в країнах східного партнерства — Молдові, Україні та Вірменії [4].

## Члени Асоціації
Члени Асоціації — це європейські університети, що діють у вищій освіті та науці. В EUA є чотири типи членства: індивідуальне, індивідуальне асоціативне, колективні, колективні асоціативні та пошукачі. Категорія визначає розмір щорічного внеску та право голосу.
Переваги членства:
1) участь у європейських конференціях, а також тематичних заходах за участю відомих європейських і міжнародних доповідачів;
2) участь у проєктах та дослідженнях у сфері розвитку вищої школи;
3) участь у школах та семінарах, а також унікальних програмах підвищення кваліфікації для керівництва ВНЗ;
4 ) можливості обміну досвідом з провідними експертами, а також ознайомлення з останніми тенденціями розвитку вищої освіти і науки та передовим досвідом європейських ВНЗ;
5) одержання публікацій, звітів та аналітичних матеріалів з ключових питань вищої освіти і науки.

### Перелік ВНЗ України у EUA
Національний університет «Острозька академія»
| Тернопільський Національний Економічний Університет                                       | Київський Університет імені Бориса Грінченка                             |                                            |  |
| Донецький національний університет                                                        | Дніпропетровський університет імені Альфреда Нобеля                      |                                            |  |
| Харківський національний економічний університет                                          |                                                                          |                                            |  |
| Харківський національний автомобільно-дорожній університет \|                             |                                                                          |                                            |  |
| Київський славістичний університетНаціональний університет «Львівська політехніка»        | Тернопільський державний медичний університет імені І. Я. Горбачевського |                                            |  |
| Маріупольський державний університет                                                      |                                                                          |                                            |  |
| Національний педагогічний університет імені М. П. Драгоманова                             |                                                                          |                                            |  |
| Національний університет «Києво-Могилянська академія» (НаУКМА)                            |                                                                          |                                            |  |
| Національний технічний університет «Харківський політехнічний інститут»                   |                                                                          | Одеський національний морський університет |  |
| Одеська Національна академія харчових технологій                                          |                                                                          |                                            |  |
| Одеський національний університет І.Мечникова                                             |                                                                          |                                            |  |
| Одеський національний політехнічний університет                                           |                                                                          |                                            |  |
| Сумський державний університет                                                            |                                                                          |                                            |  |
| Луганський національний університет імені Тараса Шевченка                                 |                                                                          |                                            |  |
| Тернопільський національний технічний університет імені Івана Пулюя                       |                                                                          |                                            |  |
| Національна юридична академія України імені Ярослава Мудрого                              |                                                                          |                                            |  |
| Українська медична стоматологічна академія                                                |                                                                          |                                            |  |
| Донецький національний університет економіки і торгівлі імені Михайла Туган-Барановського |                                                                          |                                            |  |
| Національний університет «Одеська юридична академія»                                      |                                                                          |                                            |  |
| Чорноморський державний університет імені Петра Могили                                    |                                                                          |                                            |  |
| Київський національний університет імені Тараса Шевченка                                  |                                                                          |                                            |  |
| Харківський національний університет імені В. Н. Каразіна                                 |                                                                          |                                            |  |
| Прикарпатський національний університет імені Василя Стефаника                            |                                                                          |                                            |  |
| Східноєвропейський національний університет імені Лесі Українки                           |                                                                          |                                            |  |
| Чернівецький національний університет імені Юрія Федьковича                               |                                                                          |                                            |  |

Першим українським ВНЗ, що отримав індивідуальне членство був Національний університет «Києво-Могилянська академія».